# Pitgam
Pitgam [piɡam] (Pitgham en flamand occidental) est une commune française située dans le département du Nord, en région Hauts-de-France.

## Géographie

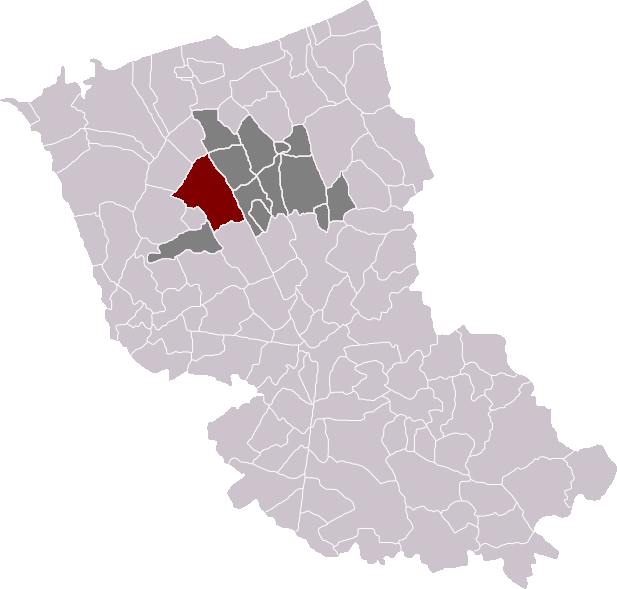
Pitgam dans son canton et son arrondissement.

Pitgam est une commune waeteringuée (Brouckes et plaines) de la limite (zone de contact) entre la Flandre intérieure et la Flandre maritime (Bas-pays).
Les Flandres maritimes sont drainées par de nombreux watergangs d'assèchement qu'on traverse grâce à 28 ponts et ponceaux.
Siphon sous le Deulaert.
Le village de Pitgam est construit dans un paysage ouvert d'openfield (autrefois peut-être bocagé et antérieurement plus boisé, au moins à certaines époques), sur une zone de transition évoluant de la plaine (submergée lors des montées de la mer, dites dans cette région « transgressions maritimes dunkerquoises ») au nord, qui évolue vers une zone plus vallonnée au sud (6 côtes).

### Communes limitrophes
| Spycker Brouckerque | Armbouts-Cappel (par un quadripoint) | Steene       |
| Looberghe           | Pitgam                               | Crochte      |
| Drincham            | Eringhem                             | Zegerscappel |

### Hydrographie

#### Réseau hydrographique
La commune est située dans le bassin Artois-Picardie. Elle est drainée par le canal de la Haute Colme, le canal de Pitgam, le canal de Snaekedyck Drincham, l'Oude Gracht, le Tronçon Sud-Ouest Oudegracht, la Cool Hof Becque, la Pauwedyck, le melk dyk, le ruisseau d'Eringhem et divers autres petits cours d'eau,.
Le canal de la Haute-Colme relie l'Aa à Watten au canal de Bergues et au canal de la Basse-Colme à Bergues. Il fait partie du canal de la Colme, et correspond à la partie occidentale, la seule encore accessible à la navigation fluviale. 

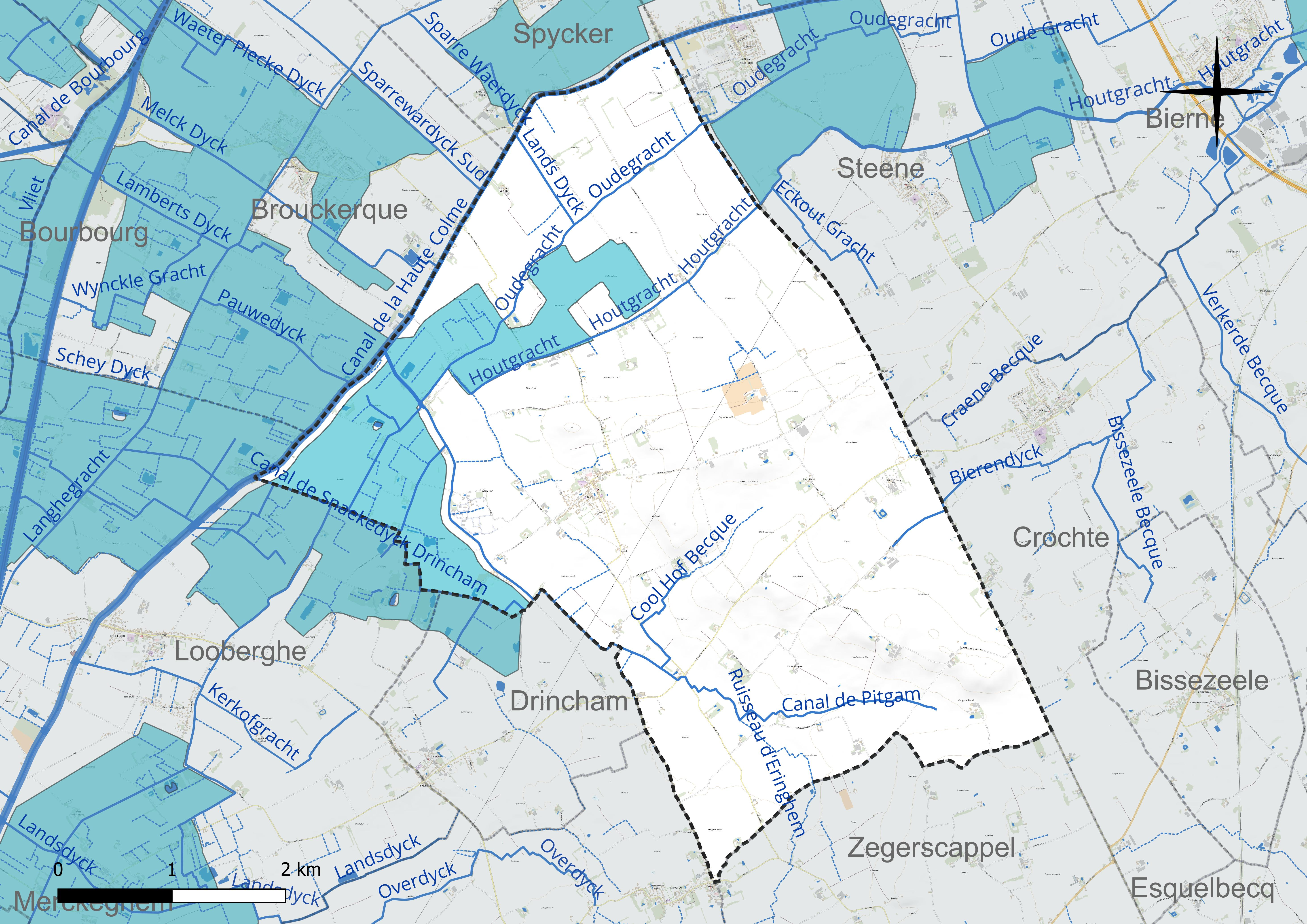
Réseau hydrographique de Pitgam.

#### Gestion et qualité des eaux
Le territoire communal est couvert par le schéma d'aménagement et de gestion des eaux (SAGE) « Delta de l'Aa ». Ce document de planification concerne un territoire de 1 208 km2 de superficie, délimité par le bassin versant de l'Aa. Le périmètre a été arrêté le 18 août 2000 et le SAGE proprement dit a été approuvé le 15 mars 2010. La structure porteuse de l'élaboration et de la mise en œuvre est l'Institution intercommunale des Wateringues. 
La qualité des cours d'eau peut être consultée sur un site dédié géré par les agences de l'eau et l'Agence française pour la biodiversité. 

### Climat
Pour des articles plus généraux, voir Climat des Hauts-de-France et Climat du Nord.
En 2010, le climat de la commune est de type climat océanique altéré, selon une étude du CNRS s'appuyant sur une série de données couvrant la période 1971-2000. En 2020, Météo-France publie une typologie des climats de la France métropolitaine dans laquelle la commune est exposée à un climat océanique et est dans la région climatique  Côtes de la Manche orientale, caractérisée par un faible ensoleillement (1 550 h/an) ; forte humidité de l'air (plus de 20 h/jour avec humidité relative > 80 % en hiver), vents forts fréquents. 
Pour la période 1971-2000, la température annuelle moyenne est de 10,5 °C, avec une amplitude thermique annuelle de 13,6 °C. Le cumul annuel moyen de précipitations est de 786 mm, avec 12,8 jours de précipitations en janvier et 8 jours en juillet. Pour la période 1991-2020, la température moyenne annuelle observée sur la station météorologique la plus proche, située sur la commune de Dunkerque à 13 km à vol d'oiseau, est de 11,7 °C et le cumul annuel moyen de précipitations est de 690,8 mm,. Pour l'avenir, les paramètres climatiques de la commune estimés pour 2050 selon différents scénarios d'émission de gaz à effet de serre sont consultables sur un site dédié publié par Météo-France en novembre 2022.

## Urbanisme

### Typologie
Au 1er janvier 2024, Pitgam est catégorisée commune rurale à habitat dispersé, selon la nouvelle grille communale de densité à sept niveaux définie par l'Insee en 2022.
Elle est située hors unité urbaine. Par ailleurs la commune fait partie de l'aire d'attraction de Dunkerque, dont elle est une commune de la couronne,. Cette aire, qui regroupe 66 communes, est catégorisée dans les aires de 200 000 à moins de 700 000 habitants,.

### Occupation des sols
L'occupation des sols de la commune, telle qu'elle ressort de la base de données européenne d'occupation biophysique des sols Corine Land Cover (CLC), est marquée par l'importance des territoires agricoles (98,7 % en 2018), une proportion identique à celle de 1990 (98,7 %). La répartition détaillée en 2018 est la suivante : 
terres arables (98,7 %), zones urbanisées (1,3 %). L'évolution de l'occupation des sols de la commune et de ses infrastructures peut être observée sur les différentes représentations cartographiques du territoire : la carte de Cassini (XVIIIe siècle), la carte d'état-major (1820-1866) et les cartes ou photos aériennes de l'IGN pour la période actuelle (1950 à aujourd'hui).

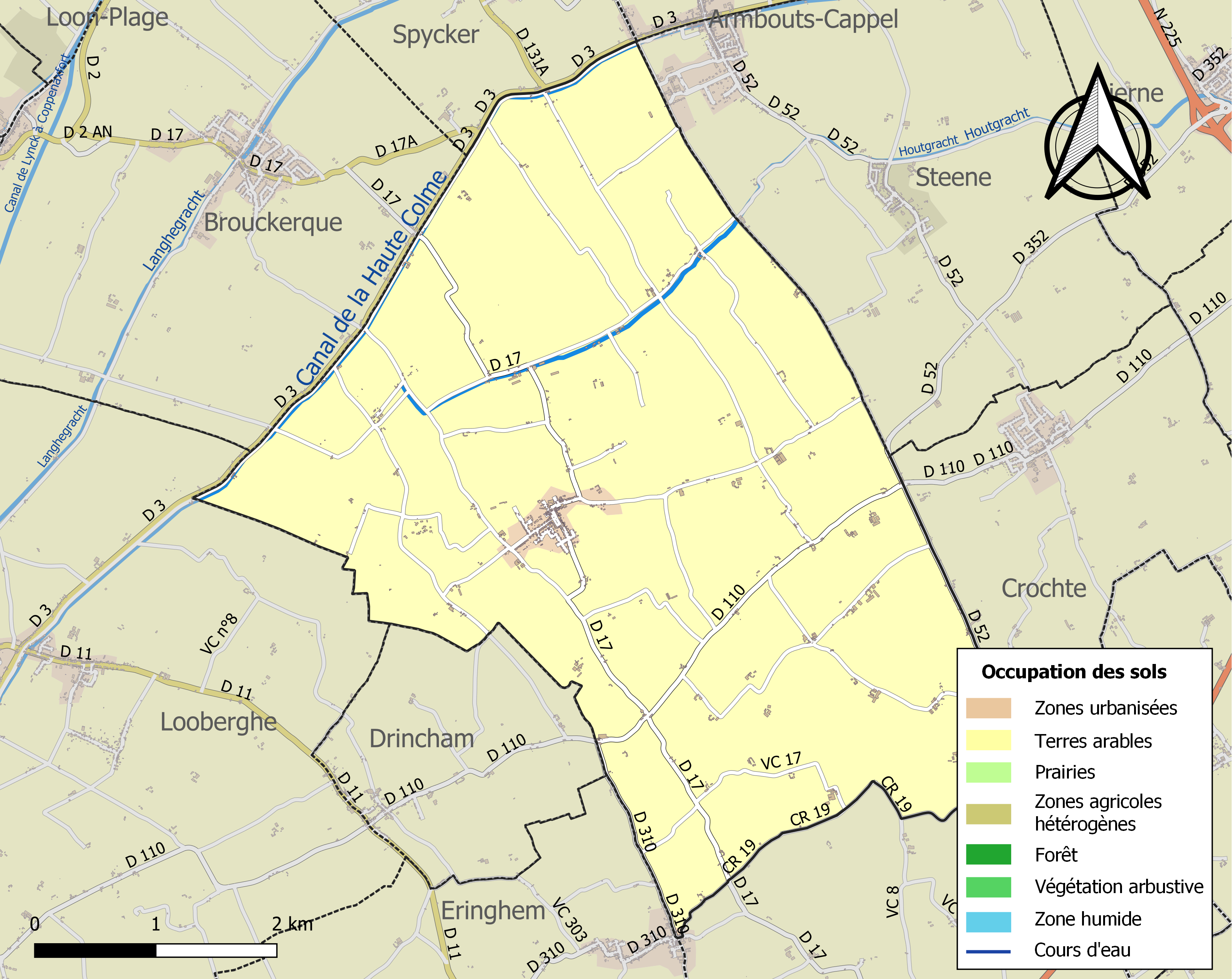
Carte des infrastructures et de l'occupation des sols de la commune en 2018 (CLC).

## Histoire

### Avant la Révolution française
Le nom de la commune aurait pour origine étymologique "PET" (puits) et GAM (hameau) ; évoquant une demeure ou hameau près d'un puits.
Cette zone a connu une occupation gallo-romaine à l'époque où elle était littorale (c'est-à-dire vraiment située en bordure de mer lors des transgressions maritimes Dunkerque I et II). Les fouilles faites en 1997 à l'occasion de la pose d'un gazoduc, sur le lieu-dit " Schulleveldt " (à 1 km environ à l'ouest de Pitgam et 12 km au sud de Dunkerque) ont révélé de nombreux fossés. Les fouilles ont révélé des fossés construits en « aménagements successifs » faits « dans un laps de temps limité » semble-t-il pour répondre à des besoins de drainage, mais peut-être aussi d'adduction. De tels aménagements nécessitaient une main d'œuvre significative peut-être liée à une ou des sauneries installées là pour la production saisonnière de sel, attestée par des « fragments d'augets (moules à pains de sels) et pilettes de fours à sel ». Des enclos qui semblent être hérités des gaulois pourraient être pour certains au moins des bassins de concentration de la saumure, le large fossé circulaire découvert pouvant être une aire saunante (où se sel cristallisait par évaporation). Des emplacements de poteaux, fosses garnies de restes de foyers et d'aliments (porc, mouton, bœuf et, très majoritairement cheval, tous animaux susceptibles d'avoir été élevés sur place) et de nombreux restes de poteries montrent qu'on a habité et vécu sur place.
Une nécropole a été trouvée près du gazoduc, réunissant six tombes, outre quelques autres isolées, toutes datées de la seconde moitié du IIe siècle. On y a trouvé quelques fibules, perles et céramiques.
Selon les premiers indices, la population de cette époque semblait agro-pastorale et productrice de sel. La présence importante de chevaux pourrait être liée à un élevage spécifique, ou aux besoins de traction pour le transport du bois d'alimentation des fours et du sel (qu'on n'a pas retrouvé sur le chantier fouillé, mais qui pourrait avoir été plus éloigné de la mer ou des habitations (moins de risque d'incendie et de gêne liée à la fumée). Tout ceci étant à confirmer par des recherches complémentaires, d'autant qu'une partie du site pourrait avoir disparu sous l'effet de l'érosion. Les nombreuses céramiques inventoriées dans l'habitat comme celles des zones funéraire sont à plus de la moitié de type « tradition indigène », peut-être fabriquées à partir d'argile locale, et typique des Ménapiens jusqu'à 200 ap. J.-C. selon le GRAAL. On en a trouvé 6 000 tessons (plus de 100 kg au total), généralement non lissés mais décorés au peigne, et fait par la technique du colombin ou de la motte et rarement au tour de potier. La zone semble ensuite être restée inoccupé jusqu'au XVe siècle, époque à laquelle quelques fosses semblent avoir été creusées sur le site dont l'une au XVIIe siècle.
Pitgam  est cité en 1072 dans "Annales Flandriae" de Jacques De Meyer. Une bulle du pape Pascal II, en 1113 porte aussi ce nom. En 1159, le pape Alexandre III donne les revenus ecclésiastiques de cette paroisse au chapitre de Thérouanne ».
Avant la Révolution française, la paroisse était incluse dans le diocèse de Thérouanne, puis à la disparition de celui-ci dans le diocèse de Saint-Omer.
Pitgam faisait partie des biens des châtelains de Saint-Omer : en 1184, dans un acte pris à Falkenbergam (sans doute Fauquembergues), dans la maison du châtelain, Guillaume, châtelain de Saint-Omer, confirme le don d'une partie de la dîme de Pitgam, dite Pithecam, à l'abbaye de Watten par son vassal le chevalier Godefroid d'Odungthun (Audincthun). En 1185, une autre partie de la dîme du village, tenue en fief par Guillaume Franchois, de Guillaume, seigneur de Fauquembergues, est donnée à la même abbaye. Guillaume va confirmer ces dons en 1188 et par ces deux actes, il renonce lui-même à tout droit sur ces dîmes; en 1190, il le réaffirme en déclarant affranchir de toute charge les biens que la même abbaye possède à Pithgam.
En 1194, Ide, châtelaine de Saint-Omer, avec l'assentiment de ses fils Guillaume, Jacques et Guillaume le Jeune, assigne à Jean d'Ypres, son clerc, une redevance issue de ses biens de Pittekam.
En 1244, Guillaume de Saint-Omer, seigneur de Pitham (Pitgam) et de Bertrin (Bertry?), déclare que son frère Guillaume, châtelain de Saint-Omer a donné à l'abbaye de Clairmarais une rente annuelle de vingt livres.
Le 3 novembre 1309, Philippe, roi de France, (Philippe IV le Bel) ordonne au bailli d'Amiens et au prévôt de Beauquesne de forcer la châtelaine de Saint-Omer et ses vassaux de Pitgam de payer la taille qui leur avait été imposée pour les sommes levées sur la Flandre (la Flandre vaincue lors de la bataille de Mons-en-Pévèle devait verser à la France une amende). Le comte de Flandre, (Robert III de Flandre), ne peut les obliger à payer parce qu'ils en avaient appelé au roi de la sentence rendue contre eux au tribunal du comte.
Avant la Révolution française, Pitgam relevait de la châtellenie de Bergues. Le châtelain devait cependant partager le pouvoir avec la Cour féodale ou Peron de Bergues, propriété des souverains (comtes de Flandre puis rois de France) qui détenait une partie des droits sur Pitgam. La seigneurie de Pitgam relevait de la Cour féodale. Elle appartenait au XVIIIe siècle au comte d'Eterno.
En juillet 1724, la terre de Pitgam est érigée en comté sous la dénomination de comté d'Eterno en faveur de Lambert d'Eterno. La terre de Pitgam possède toutes les justices (justice seigneuriale); 52 fiefs en relèvent; elle donne à son seigneur le rang de deuxième vassal de la châtellenie de Bergues et la seconde place dans les assemblées des États. Elle a un magistrat qui se compose de sept échevins qui exercent la justice avec un bailli et un greffier. Lambert d'Eterno est seigneur d'Eterno, Pitgam, Ames, Herbellene, Delattre, le Perroy et Refranche, chevalier de Saint-Louis, lieutenant-colonel d'infanterie. La famille d'Eterno est une des plus anciennes familles de Franche-Comté. le père de Lambert, Alexandre d'Eterno, capitaine au régiment de Bourgogne, a participé aux deux sièges de Salins, (siège de Salins 1674), y est fait prisonnier dans le fort de la Ratte, après avoir soutenu l'effort des armées ennemies et y a perdu son germain tué auprès de lui. Lambert sert depuis 1691, alors âgé de 16 ans, a participé à la bataille de la Marsaille, etc..
Entre 1658 et 1662, période pendant laquelle les Anglais possèdent Dunkerque (voir Histoire de Dunkerque), Pitgam est ravagé par une expédition anglaise qui brûle et pille le village.

### Époque contemporaine
Au moment de la Révolution française, le curé de Pitgam refuse de prêter le serment de fidélité à la Constitution civile du clergé. Il est remplacé en 1791 par Denis Joseph Harache, ancien vicaire à Bourbourg et membre de la « Société des amis de la Constitution de Bourbourg » fondée en octobre 1789.
À la veille du XXe siècle, un marché se tenait à Pitgam le dimanche matin.
Pendant la Première Guerre mondiale, Pitgam dépendait en 1917-1918 du commandement d'étapes ayant son siège à Looberghe, élément de l'armée organisant le stationnement de troupes, comprenant souvent des chevaux, pendant un temps plus ou moins long, sur les communes dépendant du commandement, en arrière du front, comme Drincham, Eringhem, Cappelle-Brouck, Saint-Pierre-Brouck, Brouckerque. Des troupes (jusqu'à plus de 2 500 hommes, presque le double de la population du village) ont donc séjourné sur Pitgam, dont parfois un ou deux groupes d'une dizaine d'agriculteurs. Dans ce cadre, en août 1917, un détachement de 10 prisonniers de guerre, encadrés par un caporal et deux puis trois hommes de troupe, stationne sur Pitgam. En décembre 1917, le village accueille une batterie anti-aérienne anglaise ainsi qu'un poste de guet.
Le 29 mai 1916, est signalée sur le territoire de Pitgam, la présence d'un obus qui pourrait ne pas être éclaté. Des instructions sont attendues pour le détruire.
Pitgam dépendit également pendant un temps du commandement d'étapes ayant son siège à Spycker ou encore de celui installé en 1917-1918 à Bergues.
Une voie ferrée qui exista de 1914 aux années 1950 reliait Bergues à Bollezeele via Steene, Pitgam, Drincham.

## Politique et administration
Maire de 1802 à 1807 : Laurent Palmaert,.
En 1854, le maire est Mr Dewaele.
De 1887 à 1896, le maire est Léon Stevenoot.
Maire de 1896 à 1914 : C. Caloone.
Maire de 1922 à 1935 : Rémy Lefever.
Maire en 1935 à 1936 : A. Ryckelynck.
Maire de 1936 à 1939 : Rémy Lefever.
Maire en 1952 : A. Verreman.
Maire de 1953 à 1977 : R. Lefever.
Maire de 1977 à 1978 au moins : Roger Caudron (ou Codron).
| Période                                  | Période   | Identité                                         | Étiquette | Qualité |
| ---------------------------------------- | --------- | ------------------------------------------------ | --------- | ------- |
|                                          | juin 1995 | Lucien Courtois                                  |           |         |
| juin 1995                                | mars 2008 | Alain Codron                                     |           |         |
| mars 2008                                | En cours  | Brigitte Decriem Réélue pour le mandat 2020-2026 |           |         |
| Les données manquantes sont à compléter. |           |                                                  |           |         |

## Économie
Une station de compression de gaz naturel, exploitée par GRTgaz, est installée sur le territoire de la commune.

## Population et société

### Démographie

#### Évolution démographique
L'évolution du nombre d'habitants est connue à travers les recensements de la population effectués dans la commune depuis 1793. Pour les communes de moins de 10 000 habitants, une enquête de recensement portant sur toute la population est réalisée tous les cinq ans, les populations de référence des années intermédiaires étant quant à elles estimées par interpolation ou extrapolation. Pour la commune, le premier recensement exhaustif entrant dans le cadre du nouveau dispositif a été réalisé en 2008.

En 2022, la commune comptait 992 habitants, en évolution de +3,55 % par rapport à 2016 (Nord : +0,51 %, France hors Mayotte : +2,11 %).
| 1793  | 1800  | 1806  | 1821  | 1831  | 1836  | 1841  | 1846  | 1851  |
| ----- | ----- | ----- | ----- | ----- | ----- | ----- | ----- | ----- |
| 1 600 | 1 616 | 1 625 | 1 724 | 1 716 | 1 726 | 1 700 | 1 695 | 1 652 |

| 1856  | 1861  | 1866  | 1872  | 1876  | 1881  | 1886  | 1891  | 1896  |
| ----- | ----- | ----- | ----- | ----- | ----- | ----- | ----- | ----- |
| 1 546 | 1 628 | 1 568 | 1 548 | 1 575 | 1 565 | 1 555 | 1 549 | 1 565 |

| 1901  | 1906  | 1911  | 1921  | 1926  | 1931  | 1936  | 1946  | 1954  |
| ----- | ----- | ----- | ----- | ----- | ----- | ----- | ----- | ----- |
| 1 548 | 1 531 | 1 357 | 1 184 | 1 202 | 1 208 | 1 135 | 1 144 | 1 142 |

| 1962  | 1968 | 1975 | 1982 | 1990 | 1999 | 2006 | 2008 | 2013 |
| ----- | ---- | ---- | ---- | ---- | ---- | ---- | ---- | ---- |
| 1 025 | 978  | 903  | 948  | 921  | 933  | 918  | 917  | 953  |

| 2018 | 2022 | - | - | - | - | - | - | - |
| ---- | ---- | - | - | - | - | - | - | - |
| 973  | 992  | - | - | - | - | - | - | - |

#### Pyramide des âges
La population de la commune est relativement jeune.
En 2018, le taux de personnes d'un âge inférieur à 30 ans s'élève à 37,0 %, soit en dessous de la moyenne départementale (39,5 %). À l'inverse, le taux de personnes d'âge supérieur à 60 ans est de 19,0 % la même année, alors qu'il est de 22,5 % au niveau départemental.
En 2018, la commune comptait 483 hommes pour 490 femmes, soit un taux de 50,36 % de femmes, légèrement inférieur au taux départemental (51,77 %).
Les pyramides des âges de la commune et du département s'établissent comme suit.
| Hommes | Classe d’âge | Femmes |
| ------ | ------------ | ------ |
| 0,0    | 90 ou +      | 0,6    |
| 3,7    | 75-89 ans    | 7,1    |
| 13,5   | 60-74 ans    | 12,9   |
| 25,9   | 45-59 ans    | 22,9   |
| 21,1   | 30-44 ans    | 18,4   |
| 18,2   | 15-29 ans    | 17,3   |
| 17,6   | 0-14 ans     | 20,8   |

| Hommes | Classe d’âge | Femmes |
| ------ | ------------ | ------ |
| 0,5    | 90 ou +      | 1,4    |
| 5,3    | 75-89 ans    | 8,1    |
| 14,8   | 60-74 ans    | 16,2   |
| 19,1   | 45-59 ans    | 18,4   |
| 19,5   | 30-44 ans    | 18,7   |
| 20,7   | 15-29 ans    | 19,1   |
| 20,2   | 0-14 ans     | 18     |

## Culture locale et patrimoine
Deux chemins de randonnée pédestre permettent de découvrir le village et son environnement :
- le « Circuit du moulin den leeuw et du pain » de 16 km[58] ;
- le « Circuit colme et watergangs » de 7,5 km[59].

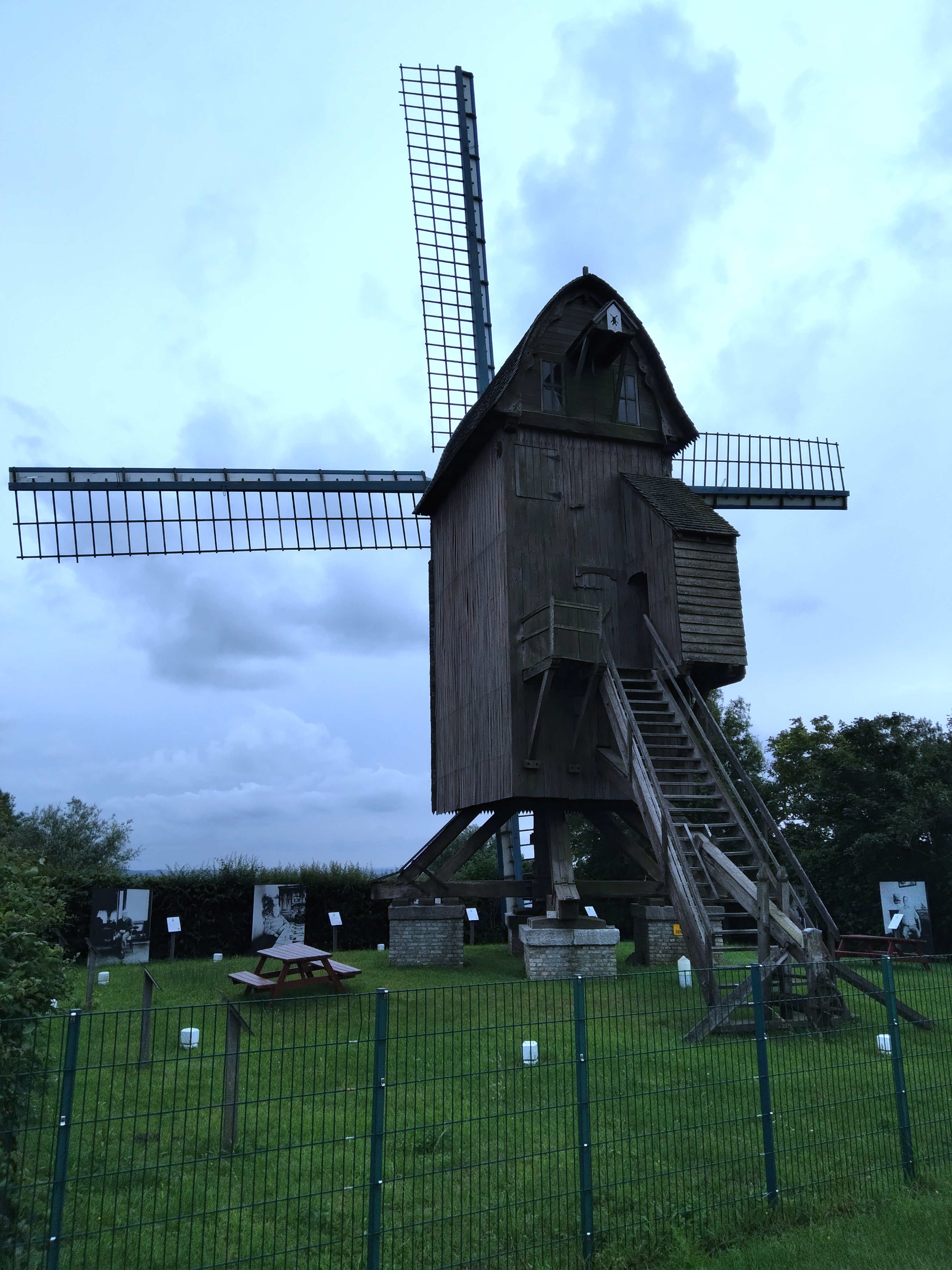
Moulin Den Leeuw.

### Lieux et monuments
- Église Saint-Folquin (retables)
- Moulin à vent Den Leeuw

Depuis 2012, Pitgam fait partie du réseau Village Patrimoine, coordonné par les Pays de Flandre.

### Personnalités liées à la commune
- Martin Liévin Palmaert[60] (1757-1840), curé et homme politique né à Pitgam, député du clergé aux Etats Généraux.

### Héraldique
|  | Les armes de Pitgam se blasonnent ainsi : « D'azur à une fasce d'argent ». |

## Pour approfondir